# Piotr Serafin
Piotr Arkadiusz Serafin (Sulęcin, 12 gennaio 1974) è un diplomatico, funzionario e politico polacco, Commissario europeo per il bilancio, la lotta antifrode e la pubblica amministrazione dal 1º dicembre 2024 nella Commissione von der Leyen II. Precedentemente, ha ricoperto la carica di Ambasciatore della Repubblica di Polonia all'Unione Europea dal 2023 al 2024.

## Biografia
Serafin si è laureato in economia presso la SGH Università di Economia di Varsavia e in giurisprudenza presso l'Università di Varsavia. È stato uno studente in Integrazione Europea presso l'Università del Sussex. 

## Carriera
Nel 1998, Serafin ha iniziato la sua carriera professionale presso l'Ufficio della Commissione per l'Integrazione Europea (UKIE). Nel 2004, è diventato direttore del Dipartimento di analisi e strategia. Tra il 16 gennaio 2008 e il 31 dicembre 2009, è stato Sottosegretario di Stato presso l'UKIE e Coordinatore nazionale degli aiuti per i programmi Phare e Transition Facility. In seguito alla fusione dell'UKIE con il Ministero degli Affari Esteri, nel 2010, è stato nominato Sottosegretario di Stato presso il MAE. 
Nel febbraio 2010, Serafin è stato nominato vice capo di gabinetto del Commissario UE per la programmazione finanziaria e il bilancio Janusz Lewandowski. Dal 22 maggio 2012 al 24 settembre 2014, ha ricoperto l'incarico di Segretario di Stato presso il MAE. Il 1º dicembre 2014, ha assunto la carica di Capo di gabinetto del Presidente del Consiglio Europeo, Donald Tusk.  Successivamente, tra il 2020 e il 2023, è stato Direttore dei trasporti, delle telecomunicazioni e dell'energia presso il Segretariato generale del Consiglio dell'Unione europea.
Il 13 dicembre 2023, Serafin è stato nominato rappresentante permanente ad interim della Polonia presso l'Unione europea. 
Nell'agosto 2024, Serafin è stato nominato dal Governo polacco (presieduto dall'ex Presidente del Consiglio Europeo Donald Tusk) come prossimo Commissario europeo della Polonia nella Commissione von der Leyen II. Il 17 settembre 2024, Ursula von der Leyen, nell'ambito della presentazione dei portafogli e dei Commissari Europei, ha affidato a Serafin il ruolo di Commissario europeo per il bilancio, la lotta antifrode e l'amministrazione.